# Тартаков Йоаким Вікторович
Йоаким Вікторович Тартако́в (14 листопада 1860, Одеса — 23 січня 1923, Петроград) — російський співак, режисер, педагог вокалу. «Заслужений артист імператорських театрів» з 1911 року, заслужений артист Республіки з 1923 року.

## Біографія
Народився 2 [14] листопада 1860 року в Одесі в єврейській сім'ї ремісника. Освіту здобув у 2-й одеській гімназії. Батько його, палкий прихильник італійської опери, щосуботи водив родину в театр. Співу Йоаким навчався в Одесі, а його першим професором була примадонна італійської опери А. В. Лушковська. 1877 року вступив до Санкт-Петербурзької консерваторії, яку закінчив 1881 року, був учнем Камілло Еверарді.
У 1881—1882 роках соліст Одеської опери. З 1882 по 1884 рік співав у Маріїнському театрі у Санкт-Петербурзі. З 1884 по 1894 рік — у Київській опері. У 1894—1923 роках соліст (з 1909 року також головний режисер) Маріїнського театру. Одночасно у 1920—1923 роках — професор Петроградської консерваторії.
Помер в Петрограді 23 січня 1923 року від ран, отриманих в автомобільній аварії на проспекті Обухівської оборони, коли він повертався з шеф-концерту для робітників. Похований на Тихвінському кладовищі Олександро-Невської лаври. Надгробок з піщаника, граніту: 390x164x164. Архітектор Іван Фомін; скульптори Яків Троуп'янський (маски-акротерії), Віктор ;Сінайський (барельєф). Встановленний у 1923—1924 роках.

## Театральні роботи
- Гамлет («Гамлет» Амбруаза Тома);
- Григорій Брудний («Царева наречена» Миколи Римського-Корсакова);
- Зурга («Шукачі перлин» Жоржа Бізе);
- Дон-Карлос («Кам'яний гість» Олександра Даргомижського;
- Демон («Демон» Антона Рубінштейна);
- Єлецький, Онєгін («Пікова дама», «Євгеній Онєгін» Петра Чайковського);
- Ріголетто, Яго («Ріголетто», «Отелло» Джузеппе Верді);
- Шакловитий («Хованщина» Модеста Мусоргського);
- Тоніо («Паяци» Руджеро Леонкавалло).